# Dragon (rivista)
Dragon (letteralmente "Drago"), pubblicata per la prima volta nel 1976, è una delle due riviste ufficiali per il gioco di ruolo fantasy Dungeons & Dragons (l'altra è Dungeon dedicata alla pubblicazione di avventure scritte dai lettori). Fino al numero 38 la rivista si chiamò The Dragon, a partire dal numero 39 venne chiamata semplicemente Dragon, per diventare infine Dragon Magazine dal novembre 1987.
È stata pubblicata dall'editore di Dungeons & Dragons (in sequenza la TSR, la Wizards of the Coast e attualmente la Hasbro), fino al 2002 quando la Paizo Publishing ne acquisì i diritti di pubblicazione, sotto licenza della Hasbro. L'edizione Paizo si concluse con il numero 359, si chiude definitivamente la pubblicazione cartacea di Dragon.
Dall'aprile 2003 fino a giugno 2007 la Nexus Editrice ha pubblicato la rivista Dragon & Dungeon, in cui pubblicava la traduzione italiana di articoli selezionati da Dragon e Dungeon. A metà agosto 2007 la Wizards of the Coast rilanciò la rivista come rivista online, continuando la numerazione dall'ultimo numero stampato.

## Storia
Nel 1975 la TSR iniziò la pubblicazione di The Strategic Review. All'epoca i giochi di ruolo erano ancora considerati un sottogenere del wargame e la rivista era stata progettata non solo per supportare Dungeons & Dragons e gli altri prodotti della TSR, ma anche per coprire il wargame in generale. Comunque in breve la rapida crescita e popolarità di Dungeons & Dragons rese chiaro che non solo si era ormai separato dalle sue origini nel wargame, ma che aveva creato una nuova industria.
L'anno successivo, dopo soli sette numeri la TSR cancellò The Strategic Review, rimpiazzandolo con due riviste, Little Wars, dedicata al wargame tridimensionale e The Dragon, dedicato ai giochi di ruolo. Little Wars cessò le pubblicazioni dopo soli 13 numeri e il suo contenuto venne ospitato in The Dragon a partire dal numero 24.
The Dragon debuttò nel giugno 1976. Gary Gygax, cofondatore della TSR, commentò anni dopo: "Quando decisi che The Strategic Review non era il giusto mezzo, assunsi Tim Kask come curatore per Tactical Studies Rules, e ribattezzai la futura pubblicazione che avrebbe dovuto curare The Dragon, pensai che avremmo avuto infine un grande periodico per servire gli appassionati di gioco in tutto il mondo... sebbene all'epoca non pensai che sarebbe stato un così grande successo, né che avrebbe avuto una vita così lunga."
Dragon fu il punto di lancio per numerose regole, incantesimi, mostri, oggetti magici e altre idee che vennero successivamente incorporate in supplementi ufficiali di Dungeons & Dragons. Per esempio l'ambientazione Forgotten Realms, comparve per la prima volta in una serie di articoli pubblicati su Dragon negli anni ottanta e scritti dal suo creatore Ed Greenwood e successivamente divenne nel 1987 una delle ambientazioni principali di Dungeons & Dragons.
La Wizards of the Coast acquistò la TSR e le sue proprietà intellettuali, incluso Dragon nel 1997. La produzione venne trasferita dal Wisconsin allo Stato di Washington. Nel 1999 la Wizards of the Coast venne a sua volta acquistata dalla Hasbro.
Tra il 2001 e il 2002 la Wizards of the Coast decise di tagliare i costi di pubblicazione di Dragon e Dungeon, che pur non essendo in perdita non rendevano quanto altre linee di prodotti. Quindi le licenze di pubblicazione vennero offerte a Lisa Stevens, ex-dipendente della Wizards of the Coast che in precedenza si era detta interessata al loro acquisto. Per poter gestire le licenza Lisa costituì la Paizo Publishing nel luglio del 1982, e operando inizialmente dagli uffici della Wizards of the Coast iniziò a pubblicare le prime edizioni Paizo di Dragons (il numero 299 di settembre 1992) e Dungeon/Polyhedron (il numero 153 di settembre/ottobre 1992).
La Paizo legò Dragon molto più strettamente a Dungeon includendo articoli che supportavano e promuovevano le sue serie di avventure come Age of Worms e Savage Tide. Introdusse anche i Class Acts, articoli mensili di una o due pagine che offrono idee per sviluppare specifiche classi di personaggi.
Nel 2007 la Wizards of the Coast si stava preparando al lancio della quarta edizione di Dungeons & Dragons riportando in casa tutte le licenze che aveva concesso ad altre case editrici. Il 18 aprile 2007 la Wizards of the Coast annunciò che non avrebbe rinnovato la licenza della Paizo per la pubblicazione di Dragon e Dungeon. Scott Rouse, Senior Brand Manager di Dungeons & Dragons alla Wizards of the Coast affermò, "Oggigiorno la gente usa Internet per ottenere questo tipo di informazioni. Spostandoci a un modello online usiamo un sistema che ci permette di raggiungere i nostri fan in tutto il mondo." La Paizo pubblicò l'ultima edizione cartacea di Dragon e Dungeon nel settembre 2007.
Nell'agosto 2007, la Wizards of the Coast annunciò i piani per la quarta edizione di Dungeons & Dragons. In questo annuncio venne anche detto che gli abbonati a D&D Insider avrebbero avuto anche accesso alla nuova versione online delle riviste Dungeon e Dragon, insieme a strumenti per costruire campagne, gestire le schede personaggi e altro. Nella sua nuova incarnazione online, Dragon continua a pubblicare articoli indirizzati ai giocatori di Dungeons & Dragons, con i dati di queste regole che alimentano il D&D Character Builder e altri strumenti online.

## Contenuto
Sebbene Dragon fornisse informazioni sui giochi di ruolo e fantasy in generale, fu principalmente un house organ per i giochi di ruolo prodotti dalla TSR, e successivamente dalla Wizards of the Coast, con un focus particolare su D&D. La sua copertura dei giochi di altre ditte è spesso periferica.
La maggior parte degli articoli forniva materiale supplementare per D&D incluse nuove classi di prestigio, razze, mostri e altri argomenti che potevano essere usati per migliorare una campagna di Dungeons & Dragons. La popolare colonna "Sage Advice" offriva risposte ufficiali a domande su Dungeons & Dragons sottoposte dai lettori. Altri articoli offrivano suggerimenti per i giocatori e i master. A volte venivano discussi argomenti di metagioco, come per esempio come andare d'accordo con gli altri compagni di gioco.
Nelle ultime pagine la rivista presentava anche strisce a fumetti e tra quelli pubblicati ci sono: Nodwick, Dork Tower, Zogonia, e una versione specializzata di The Order of the Stick, Knights of the Dinner Table, Fineous Fingers, What's New with Phil & Dixie, Wormy, Yamara and SnarfQuest.
Molti dei più famosi scrittori, artisti e autori del mondo dei giochi hanno pubblicato lavori su questa rivista. Durante la maggior parte della sua esistenza ha pubblicato racconti brevi o estratti di romanzi. Dopo gli anni novanta la presenza di racconti divenne relativamente rara. Uno degli ultimi esempi fu il numero 305 in cui comparve un'anticipazione del romanzo A Feast for Crows di George R.R. Martin's che venne nominato per il Premio Hugo. Sono state anche pubblicate recensioni di romanzi fantasy e di fantascienza, e occasionalmente di film di particolare interesse, come il film per la tv Labirinti e mostri.
Nelle occasioni in cui Dungeons & Dragons venne coinvolto in controversie pubbliche, Dragon presentò occasionalmente articoli scritti dai portavoce della TSR che discutevano gli argomenti dal loro punto di vista.
Una colonna regolare di Dragon fu per molti anni la serie di articoli Ecology of.. ("L'ecologia del ..."), a volte presentati come scritti dal saggio fittizio Elminster, in cui veniva ogni volta presentato in modo approfondito un diverso mostro di D&D, spiegando come si procurava il cibo, si riproduceva e così via. Durante la gestione Paizo questi articoli divennero più pesanti in crunch (meccaniche di gioco) rispetto al fluff (narrativa e descrizioni).
Nei primi anni ottanta quasi ogni numero di Dragon conteneva un'avventura, un gioco da tavolo semplice o qualche altro supplemento per il gioco (come un castello in cartoncino da ritagliare e montare). Per esempio i giochi di Tom Wham Snit's Revenge, The Awful Green Things From Outer Space e File 13 cominciarono tutti come supplementi per The Dragon. Questi bonus divennero meno frequenti dopo il lancio nel 1986 di Dungeon, che pubblicava diverse nuove avventure in ogni numero.
Negli anni ottanta, in seguito all'acquisisione della Simulations Publications (SPI) da parte della TSR, la rivista comprese una sezione intitolata Ares Magazine, basata sull'omonima rivista precedentemente pubblicata dalla SPI. Questa sezione fu dedicata a giochi di ruolo di fantascienza e supereroi e le sue pagine si distinguevano dal resto della rivista per il loro bordo grigio delle pagine. Il contenuto comprese descrizioni di vari supereroi della Marvel Comics per il gioco della TSR Marvel Super-Heroes.

### Numeri speciali
Nei primi anni la rivista pubblicò anche cinque numeri di "Best of" (termine in inglese che significa "il meglio di") ristampando gli articoli più apprezzati da The Strategic Review e The Dragon.
Dal 1996 al 2001, pubblicò il Dragon Annual un tredicesimo numero contenente materiale inedito
Nel 1999 la Wizards of the Coast pubblicò la Dragon Magazine Archive una raccolta di 5 CD contenenti la collezione dei primi 250 numeri di Dragon in PDF, insieme a un programma apposito per vederli e ad un programma per effettuare ricerche sul contenuto degli articoli. Questa raccolta comprende anche i sette numeri della Strategic Review. In seguito a dei conflitti riguardo ai diritti di ristampa del fumetto Knights of the Dinner Table presente in molti numeri di Dragon, questa raccolta è fuori stampa e molto difficile da rintracciare.

## Curatori editoriali
- Timothy J. Kask: dal numero 1 (giugno 1976) al 34 (febbraio 1980)
- Jake Jaquet: dal numero 35 (marzo 1980) al 48 (aprile 1981)
- Kim Mohan: dal numero 49 (maggio 1981) al 114 (ottobre 1986) e dal 199 (novembre 1993) al 217 (maggio 1995)
- Roger E. Moore: dal numero 115 (novembre 1986) al 198 (ottobre 1993)
- Wolfgang Baur: dal numero 218 (giugno 1995) al 221 (settembre 1995)
- Pierce B. Watters: redattore capo (Editor in chief) dal numero 222 (ottobre 1995) al 238 (agosto)
- Anthony J. Bryant: curatore dal numero 222 (ottobre 1995) al 229 (maggio 1996)
- Dave Gross: curatore dal numero 230 (giugno 1996) al 273 (luglio 2000); redattore capo (Editor-in-Chief) dal 274 (agosto 2000) al 287 (settembre 2001)
- Jesse Decker: redattore capo (Editor-in-Chief) dal numero 288 al 311
- Chris Thomasson: redattore capo (Editor-in-Chief) dal numero 312 (ottobre 2001) al 315 (gennaio 2004)
- Matthew Sernett: redattore capo (Editor-in-Chief) dal numero 316 (febbraio 2004) al 326 (dicembre 2004)
- Erik Mona: redattore capo (Editor-in-Chief) dal numero 327 (gennaio 2005) al 359 (settembre 2007)
- Chris Youngs: redattore capo (Editor-in-Chief) dal numero 360 al 388
- Steve Winter: redattore capo (Editor-in-Chief) dal numero 389

## Premi
- 1986: Origins Award per Best Professional Roleplaying Magazine of 1985 (Miglior Rivista di Giochi di Ruolo del 1985)[11]
- 1990: Origins Award per Best Professional Adventure Gaming Magazine of 1989 (Miglior Rivista di Giochi del 1989)[12]
- 1994: Origins Award per Best Professional Gaming Magazine of 1993 (Miglior Rivista Professionale di Giochi del 1993)[13]
- 1995: Origins Awards per Best Professional Gaming Magazine of 1994 (Miglior Rivista Professionale di Giochi del 1994)(EN) 1994 list of winners, su originsgamefair.com, Academy of Adventure Gaming Arts and Design. URL consultato il 6 novembre 2011 (archiviato dall'url originale il 6 maggio 2009)., e Origins Adventure Gaming Hall of Fame (Sala dei Trofei del Premio Origins)[14]
- 2004: Origins Award per Best Game Related Periodical 2003 (Miglior Periodico Dedicato ai Giochi del 2003)[15]